# Lapitská kultura
Lapitská kultura je označení nejstarší známé civilizace v oblasti Oceánie, která existovala zhruba od 16. století př. n. l. po 5. století př. n. l. Podle podobnosti lapitských nádob s nálezy z Tchaj-wanu se soudí, že příslušníci této kultury pocházeli z východní Asie, osídlili Bismarckovo souostroví a postupovali k východu až po ostrov Upolu, vzdálený 4000 km. Hovořili patrně jazykem patřícím do austronéské rodiny, za jejich potomky jsou považováni Polynésané.
Příslušníci lapitské kultury byli zdatní mořeplavci, věnovali se rybolovu a sběru měkkýšů, pěstovali chlebovník, kokosovník, smldinec a taro, chovali prasata, psy a slepice. Z jejich materiální kultury se zachovala především zdobená glazovaná keramika, zpracovávali také obsidián. O jejich pohřebních zvycích svědčí naleziště Teouma na ostrově Efate. První usedlíci přispěli k rozšíření krysy ostrovní a nadměrným lovem vyhubili na mnoha ostrovech původní druhy ptáků a plazů.
Kultura je pojmenována podle typové lokality na Nové Kaledonii, kterou prozkoumal v roce 1952 americký archeolog Edward Winslow Gifford (název vznikl zkomolením domorodého výrazu xapeta'a, „kopat jámu“).

## Galerie

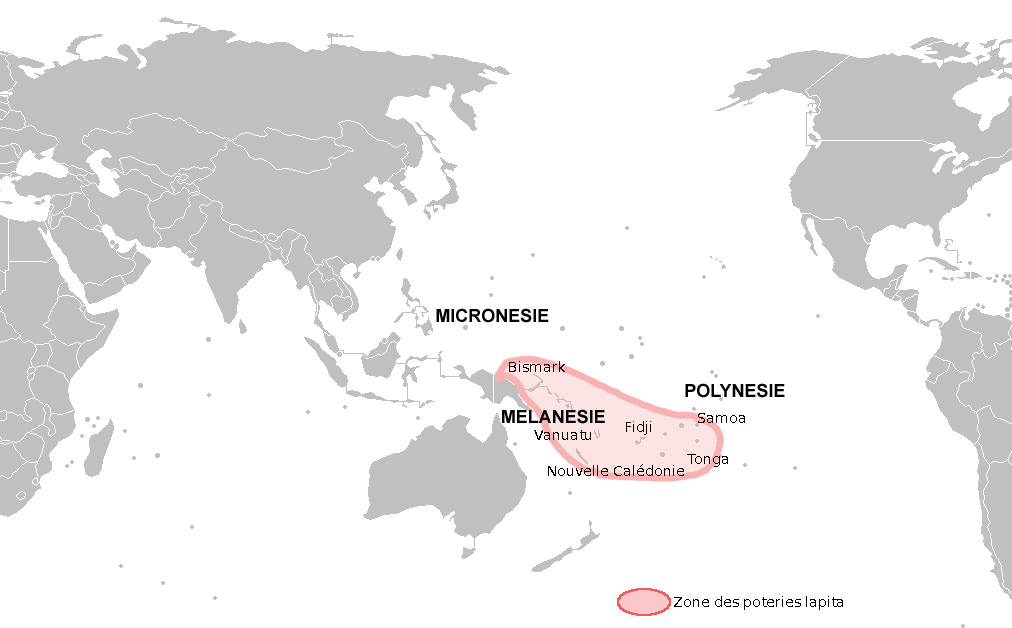
Mapa
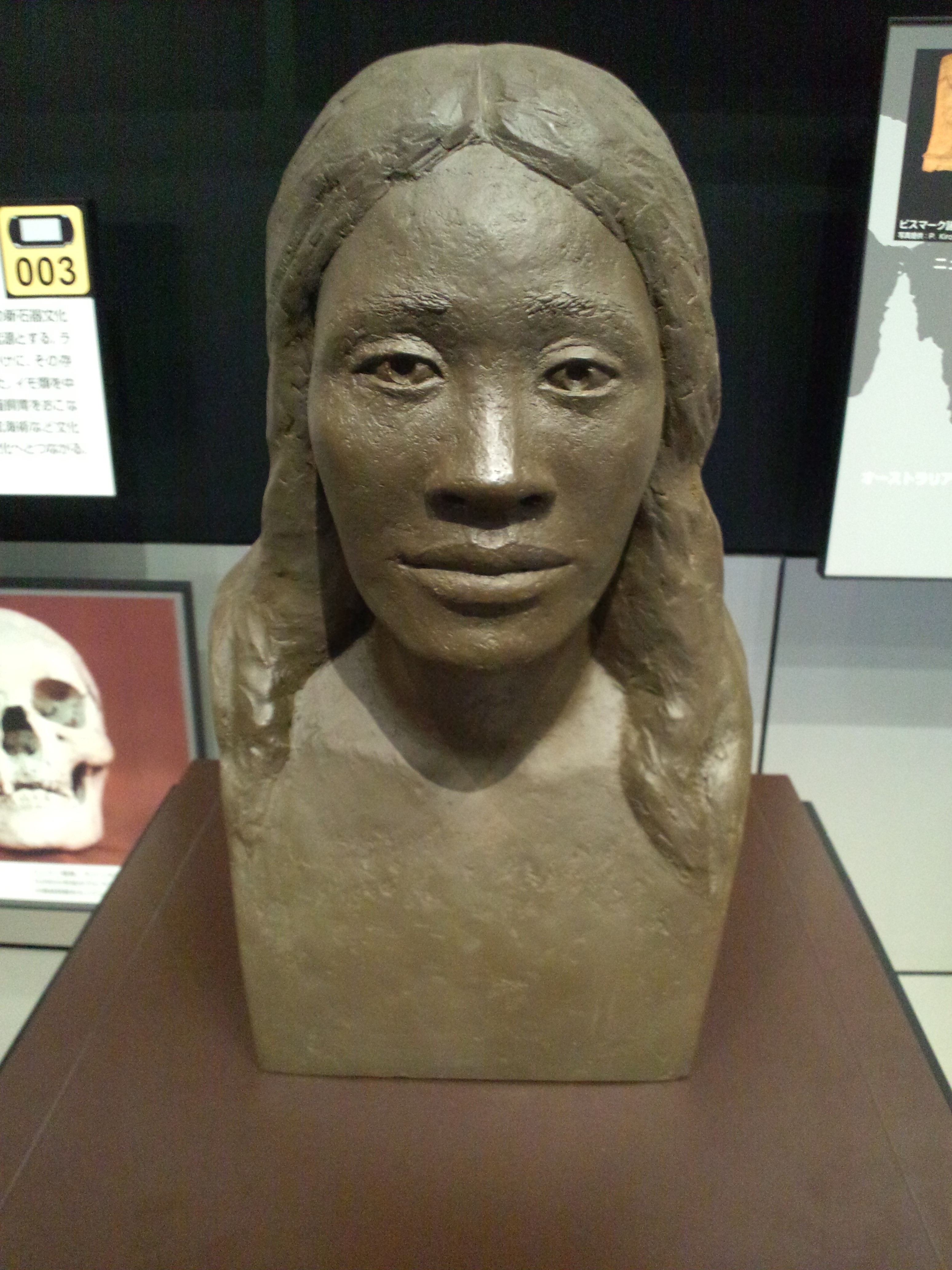
Rekonstrukce hlavy lapitské ženy
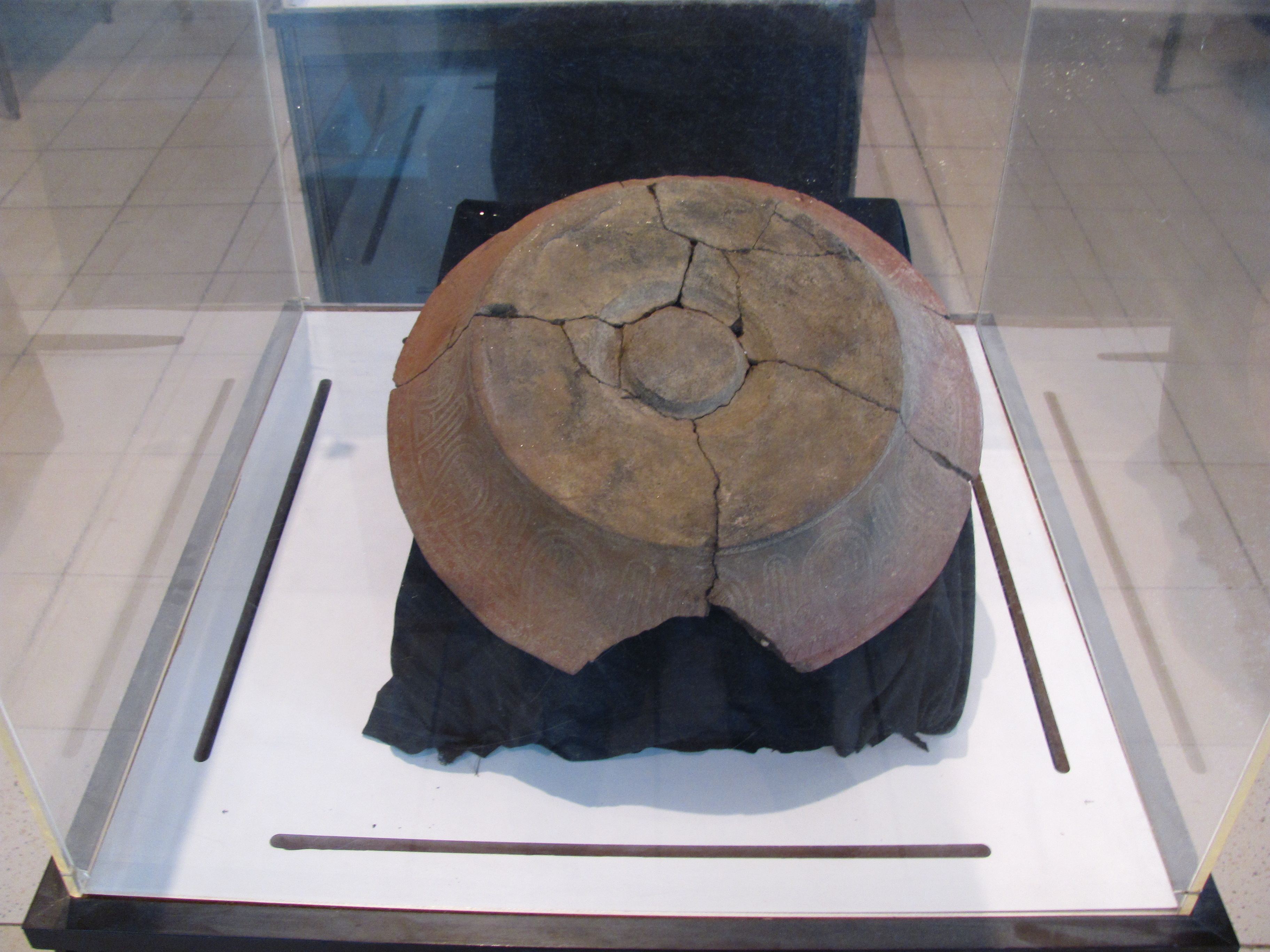
Ukázka lapitského hrnčířství